# Umma purpurea
Umma purpurea är en trollsländeart som beskrevs av Elliot C.G. Pinhey 1961. Umma purpurea ingår i släktet Umma och familjen jungfrusländor. IUCN kategoriserar arten globalt som sårbar. Inga underarter finns listade i Catalogue of Life.